# Kanton Buxy
Buxy is een voormalig kanton van het Franse departement Saône-et-Loire. Het kanton maakte deel uit van het arrondissement Chalon-sur-Saône. Het werd opgeheven bij decreet van 18 februari 2014, met uitwerking op 22 maart 2015 en in zijn geheel toegevoegd aan het kanton Givry.

## Gemeenten
Het kanton Buxy omvatte de volgende gemeenten:
- Bissey-sous-Cruchaud
- Bissy-sur-Fley
- Buxy (hoofdplaats)
- Cersot
- Chenôves
- Culles-les-Roches
- Fley
- Germagny
- Jully-lès-Buxy
- Marcilly-lès-Buxy
- Messey-sur-Grosne
- Montagny-lès-Buxy
- Moroges
- Saint-Boil
- Sainte-Hélène
- Saint-Germain-lès-Buxy
- Saint-Martin-d'Auxy
- Saint-Martin-du-Tartre
- Saint-Maurice-des-Champs
- Saint-Privé
- Saint-Vallerin
- Santilly
- Sassangy
- Saules
- Savianges
- Sercy
- Villeneuve-en-Montagne